# 日本テレビのアナウンサー一覧
日本テレビのアナウンサー一覧（にほんテレビのアナウンサーいちらん）は、日本テレビ放送網 コンテンツ戦略本部 コンテンツ戦略局 アナウンス部に所属するアナウンサーを一覧にしたものである。

## アナウンス部 管理職
- 男性
  - 鈴木健（専門部長）
  - 平川健太郎（専任部長）
  - 矢島学（報道班チーフ）[注釈 1]
  - 蛯原哲（野球班チーフ）
  - 菅谷大介（担当部次長）[2]
  - 町田浩徳（スポーツ担当主査）
  - ラルフ鈴木（スポーツ担当主査）
  - 森圭介（情報担当主任）
  - 田中毅（次長）
  - 山本健太（スポーツ担当次長）
  - 辻岡義堂（主任）
  - 平松修造（主任）
- 女性
  - 今井田彩（部長）
  - 井田由美（専門部長）
  - 森富美（報道担当主査）
  - 鈴江奈々（リードスペシャリスト）
  - 水卜麻美（チーフスペシャリスト）
  - 郡司恭子（主任）

## 現職アナウンサー
入社年順に表記

### 男性
- 1988年 - 村山喜彦
- 1990年 - 鈴木健[注釈 2]
- 1992年 - 平川健太郎
- 1995年 - 矢島学（報道局員を兼務）
- 1997年 - 蛯原哲、菅谷大介
- 1998年 - 町田浩徳、ラルフ鈴木[注釈 3]
- 2001年 - 森圭介
- 2002年 - 田中毅
- 2004年 - 中野謙吾
- 2005年 - 藤田大介
- 2009年 - 辻岡義堂（社長室の宇宙ビジネス事務局員を兼務）
- 2011年 - 山本紘之
- 2012年 - 安村直樹
- 2013年 - 川畑一志（社長室の新規事業部員を兼務）
- 2014年 - 山﨑誠、山本健太
- 2015年 - 平松修造
- 2016年 - 梅澤廉
- 2017年 - 伊藤大海、伊藤遼
- 2018年 - 弘竜太郎（社長室の宇宙ビジネス事務局員を兼務）
- 2019年 - 大町怜央
- 2020年 - 北脇太基、田辺大智
- 2021年 - 澁谷善ヘイゼル[4]
- 2023年 - 住岡佑樹
- 2024年 - 水越毅郎
- 2025年 - 岩﨑陽

### 女性
- 1980年 - 井田由美[注釈 4]
- 1996年 - 森富美
- 2003年 - 鈴江奈々
- 2010年 - 水卜麻美
- 2011年 - 徳島えりか
- 2012年 - 杉野真実
- 2013年 - 郡司恭子（社長室の新規事業局員として女性向けファッションブランド『Audire』の開発にも従事）、中島芽生
- 2014年 - 岩本乃蒼（休職中）、畑下由佳
- 2016年 - 佐藤真知子、滝菜月
- 2017年 - 後呂有紗、佐藤梨那
- 2018年 - 市來玲奈、岩田絵里奈
- 2019年 - 河出奈都美、杉原凜
- 2020年 - 石川みなみ、忽滑谷こころ
- 2021年 - 小髙茉緒[4]、黒田みゆ[4]
- 2022年 - 浦野モモ（社長室の宇宙ビジネス事務局員を兼務）、林田美学
- 2023年 - 山本里咲、渡邉結衣
- 2024年 - 瀧口麻衣、並木雲楓
- 2025年 - 五十嵐にいか

## 元アナウンサー
入社年順に表記、

### 他部署へ異動
丸かっこ内の数字は編成局アナウンス部（現・コンテンツ戦略本部 コンテンツ戦略局 アナウンス部）在籍期間。
男性
- 1985年
  - 多昌博志（ - 2003年、日テレイベンツ取締役、ティップネス取締役常務執行役員<出向>）
- 1987年
  - 保坂昌宏（ - 1996年、グローバルビジネス局）
- 1990年
  - 後藤俊哉（ - 1999年、マッドハウス取締役<出向>）
- 1991年
  - 金子茂（ - 1999年、総務局総務部長）
- 1992年
  - 野口敦史（ - 1998年、日本テレビホールディングス経営戦略局広報部）
- 1993年
  - 藤井恒久（ - 2020年、コンテンツ戦略局宣伝部）
- 1996年
  - 寺島淳司（ - 2021年、コンテンツ戦略局）
  - 舟津宜史（ - 2004年、報道局ニュースセンターチーフプロデューサー）
- 1999年
  - 新谷保志（ - 2015年、社長室新規事業部）
  - 高橋雄一（ - 2011年、グローバルビジネス局IPビジネス部プロデューサー）
- 2000年
  - 田邊研一郎（ - 2024年、日本テレビホールディングス）
- 2002年
  - 炭谷宗佑（ - 2006年、コンテンツ戦略局）
- 2003年
  - 右松健太（ - 2016年、報道局）
  - 望月浩平（ - 2005年、スポーツ局）
- 2004年
  - 鳥羽博剛（ - 2010年、報道局ニュースセンタープロデューサー）
- 2012年
  - 安藤翔（ - 2023年、報道局）

女性
- 1982年
  - 大島典子（ - 1997年、コンプライアンス推進室考査部嘱託社員）
- 1985年
  - 鷹西美佳（ - 2010年、コンプライアンス推進室番組審議会事務局兼考査担当嘱託社員[6]）
- 1991年
  - 笛吹雅子（ - 2001年、報道局社会部専門副部長）
- 1993年
  - 山王丸和恵（ - 2004年、グローバルビジネス局プロデューサー）
  - 角田久美子（ - 2003年、スポーツ局プロデューサー）
- 1996年
  - 古市幸子（ - 2012年、グローバルビジネス局イベント事業部）
- 1997年
  - 河本香織（ - 2005年、営業局）
- 1998年
  - 延友陽子（ - 2020年、コンテンツ戦略局）
- 2001年
  - 杉上佐智枝（ - 2023年、社長室主任、サステナビリティ推進事務局）
- 2002年
  - 佐藤良子（ - 2018年、コンテンツ戦略局）
- 2006年
  - 葉山エレーヌ（一時期姓が石田の時期あり）（ - 2018年、総務局ファシリティ推進部、2016年6月から2018年5月まではインターネット事業局兼務）

### 活動休止
- アオイエリカ（2018年 - 2021年） - アンドロイドアナウンサー。音声使用のライセンスが失効して以来、継続的な活動が困難な状況に陥っている[7]。2023年現在、アナウンサープロフィールからも削除されている。

### 退職者・物故者
丸かっこ内の数字は日本テレビ在籍期間。特記事項の無い人物は主にフリーアナウンサーやニュースキャスター、司会者、タレントとして活動している。※はアナウンス部長経験者。●は故人で、アナウンサーとしての在職中に急逝した人物を含む。

#### 男性
- 1953年
  - 江本三千年● - 新日本放送（現：毎日放送）より移籍。1987年に死去。
  - 大平和夫
  - 越智正典●（ - 1975年）- NHK[注釈 5]より移籍。スポーツライター。2025年に死去。
  - 佐土一正
  - 平井文夫
  - 茂木太郎 - NHK[注釈 6]より移籍。
  - 持田勝彦 - NHK[注釈 7]より移籍。
- 1954年
  - 金原二郎※● - 1997年に死去[10]。
- 1956年
  - 赤木孝男（ - 1979年）
  - 志生野温夫（ - 1972年） - 退社後フリー。アナウンサープロダクション『シオノ事務所』代表取締役。
  - 本多当一郎●（ - 1994年） - 2018年に死去[11]。
- 1957年
  - 清水一郎● - 1997年に死去。
  - 住井平一郎（ - 1994年）
  - 長田晨一郎（ - 1994年） - 後に報道局へ異動。
  - 原和男 - NHK[注釈 8]→文化放送より移籍。2017年現在、東京相撲記者クラブ会友[13]。
- 1960年
  - 久能靖（ - 1990年[注釈 9]） - 退社後、皇室分野を中心としたジャーナリストに転向。番組出演は2004年まで同局に限定していた。
  - 久保晴生※（ - 1995年[注釈 10]） - 日テレ学院スーパーバイザー兼アナウンススクール講師。長女は元NHKアナウンサーの久保純子。
  - 宮尾俊輔（ - 1997年）
- 1962年
  - 浅見源司郎●（ - 1993年） - 同年ラジオ日本へ出向し、その後退職。2024年に死去[14]。
  - 小川光明（ - 2004年[注釈 11]） - 2006年4月よりBS日テレ『ボウリング革命 P★League』実況。
- 1963年
  - 小林完吾（ - 1992年） - ラジオ南日本（現：南日本放送）より移籍[注釈 12]。定年退職後フリー[15]。
  - 徳光和夫（ - 1989年） - 退社後フリー。
- 1964年
  - 倉持隆夫（ - 2001年） - 定年退職を以て引退。
- 1965年
  - 田村欣也（ - 2002年[注釈 13]） - 元福島中央テレビ常務取締役、健康管理士[16][注釈 14]。
  - 舛方勝宏※（ - 2018年[18]）
- 1966年
  - 福留功男（[注釈 15] - 1991年） - 1970年に報道局より異動。退社後フリー。
- 1967年
  - 高雄孝昭（ - 2003年[注釈 16]） - 元熊本県民テレビ取締役。
  - 竹内公一（ - 2004年） - 元日本テレビビデオ（現：日テレアックスオン）取締役社長。2006年に取締役相談役に就任。
- 1968年
  - 芦沢俊美●（ - 2006年[注釈 17]） - 2013年に死去。妻は江川範子[19]。
  - 小早川正昭（ - 1972年） - 退社後フリー。
- 1969年
  - 吉田填一郎（ - 2011年[注釈 18]） - ラジオ日本退職後フリー。
- 1974年
  - 松永二三男（ - 2011年[注釈 19]） - コンテンツ事業局を経て定年退職後フリー。
- 1977年
  - 今井伊佐男（ - 2014年[注釈 20]） - ラジオ日本「小鳩の愛 〜eye〜」パーソナリティ。
  - 小山田春樹（ - 1986年） - 退社後フリー。2019年4月より京都市会議員。
- 1979年
  - 白岩裕之（ - 2014年[注釈 21]） - 2016年から2022年までテレビ信州代表取締役社長。
- 1981年
  - 小倉淳（ - 2006年） - 広報局へ異動後退職しフリー。日テレ学院アナウンススクール講師、江戸川大学教授。
  - 山下末則（ - 2008年） - 宮崎放送[注釈 22]より移籍。定年退職後フリー。スピーチコンサルティング会社『パーフェクト・スピーチ』代表取締役社長。
- 1982年
  - 増田隆生（ - 2019年） - 報道局、出版部、スポーツ局を経て退社。
- 1984年
  - 若林健治（ - 2007年） - 中部日本放送[注釈 23]より移籍。事業局を経て退社後フリー。『若林健治アナウンススクール』主宰。
- 1985年
  - 日高直人（ - 1991年）
- 1986年
  - 船越雅史（ - 2022年）- 他部署を経て退社。
- 1988年
  - 福澤朗（ - 2005年） - 退社後フリー。
- 1991年
  - 河村亮●（ - 2022年）- 在職中に死去[20]。
- 1994年
  - 羽鳥慎一（ - 2011年） - 退社後フリー、2011年4月よりテレビ朝日系ワイドショー番組、『モーニングバード』の後に2015年9月から『羽鳥慎一モーニングショー』の総合司会を担当。
  - 藤井貴彦（ - 2024年） - 退社後フリー。
- 1997年
  - 長谷川憲司（ - 2006年） - 一般企業勤務。
- 2003年
  - 上重聡（ - 2024年）− 退社後フリー。
- 2006年
  - 青木源太（ - 2020年） - 退社後フリー。
  - 桝太一（ - 2022年） - 退社後フリー、同志社大学ハリス理化学研究所助教。
- 2008年
  - 加藤聡（ - 2023年）- 報道局を経て退社。退社後姫路市総合教育監。
  - 佐藤義朗（ - 2022年） - 退社後は家業である日本用品の代表取締役社長に就任[21]。妻は同局の石川みなみ。
- 2018年
  - 篠原光（ - 2023年）- 退社後フリー。

#### 女性
- 1953年
  - 阿井喬子
  - 結城雅子 - 開局第一声を担当
- 1954年
  - 森美智代（現姓：横田）
- 1956年
  - 石井百合子（現姓：細田）
  - 児玉素子[22]
  - 児玉裕子（現姓：加藤）
  - 白石元枝
- 1957年
  - 大岡雅子
- 1958年
  - 土田美保子（現姓：小坂） - 夫は元日本テレビプロデューサーの小坂敬。
  - 森瑛子（現姓：斎藤）
- 1959年
  - 青木道子
  - 岡雅子（現姓：田矢）
  - 古賀節子●（村上姓を経て田原姓） - エッセイスト。2004年に死去。夫はジャーナリストの田原総一朗[23]。
  - 三箇恭子
  - 松澤洋子
- 1961年
  - 安納永子
  - 加藤淑子（現姓：久保） - 夫は久保晴生、長女は元NHKアナウンサーの久保純子。
  - 峯冨佐子（ - 1998年）
- 1962年
  - 抜山まり子（ - 1999年）
  - 吉田みどり（ - 1999年）
- 1963年
  - 今村倫子（ - 2000年）
  - 南村幸（現姓：青尾、 - 2000年[注釈 24]） - 定年退職を以て引退。
- 1964年
  - 末廣恭子（現姓：守田、 - 2001年）
  - 吉武多恵子（ - 2001年）
- 1967年
  - 久保旺子（現姓：白石） - 日テレ学院アナウンススクール講師。
  - 井室喜久子（現姓：神山、 - 2013年[注釈 25]）その後引退。
  - 山本園子 - 元日テレ学院アナウンススクール講師。
- 1968年
  - 阿部江美子（現姓：中西、 - 2003年）
  - 白石浩子（ - 2005年）
- 1970年
  - 石川牧子※（ - 2009年[注釈 26]） - 日テレイベンツ非常勤顧問。
  - 江川範子（現姓：芦沢） - 退社後フリー[24]。夫は芦沢俊美[19]。
- 1974年
  - 楠田枝里子（ - 1981年） - 退社後フリー。
  - 小池裕美子（ - 2010年[注釈 27]） - 定年退職後、大正大学教授に就任。
- 1976年
  - 清水奈津子 - 退社後フリー。日テレ学院アナウンススクール講師。
- 1977年
  - 荻原弘子●（ - 2009年[注釈 28]） - 在職中に死去[25]。
- 1981年
  - 菅家ゆかり（ - 1987年） - 退社後フリー。日テレ学院アナウンススクール講師、表情トレーナー。ラジオ日本の企画担当も兼務。
- 1983年
  - 木村優子※（ - 2021年） - 報道局、日テレ学院を経て、退社。
  - 深堀恵美子（ - 1995年） - 国際局、広報局を経て退社。
- 1984年
  - 加藤明美（ - 2021年）- 他部署を経て退社。
- 1986年
  - 斉木かおり（ - 1994年） - 退社後フリー。日テレ学院アナウンススクール講師。
- 1987年
  - 大杉君枝（旧姓鈴木）●（ - 2007年） - 在職中に死去[26]。
- 1988年
  - 関谷亜矢子（ - 2000年） - 退社後フリー。
  - 永井美奈子（ - 1996年） - 退社後フリー。
- 1989年
  - 米森麻美●（ - 1995年） - 2001年に死去[27]。
- 1990年
  - 豊田順子（ - 2025年） - 日テレイベンツ取締役、日テレ学院第4代学院長（人事局現職出向）を経て退社。
- 1991年
  - 藪本雅子（ - 2001年） - 報道局を経て退社後フリー。
- 1992年
  - 大神いずみ（ - 1999年） - 退社後フリー。読売ジャイアンツの元木大介と結婚。
  - 松本志のぶ（ - 2009年） - 退社後フリー。
- 1995年
  - 魚住りえ（ - 2004年） - 退社後フリー。
  - 町亞聖（ - 2011年） - 報道局を経て退社後フリー。
- 1997年
  - 馬場典子（ - 2014年） - 退社後フリー。
- 1998年
  - 柴田倫世（ - 2004年） - プロ野球投手松坂大輔と結婚、退社。
- 1999年
  - 河合彩（ - 2002年） - スポーツ部を経て退社。元フィギュアスケートアイスダンス選手、フリーアナウンサー、日テレ学院アナウンススクール講師、フィギュアスケート競技解説者、広告宣伝・ブランディング会社『ディオ』代表。
  - 山本真純●（ - 2010年） - 在職中（育児休暇中）に死去[28]。
- 2000年
  - 小野寺麻衣（ - 2006年） - 読売ジャイアンツの高橋由伸と結婚後、活動休止。現在は東京都在住。
  - 斉藤まりあ（ - 2008年） - 退社後活動休止。
  - 山下美穂子（ - 2016年） - 後にスポーツ局へ異動。退社後フリー。
- 2001年
  - 阿部哲子（ - 2007年） - 退社後フリー。
  - 西尾由佳理（ - 2011年） - 退社後フリー。
- 2002年
  - 宮崎宣子（ - 2012年） - 退社後フリー。
  - 山本舞衣子（ - 2011年） - 退社後フリー。
- 2003年
  - 森麻季（ - 2011年） - 退社後フリー。
- 2004年
  - 脊山麻理子（ - 2009年） - 退社後フリー。
- 2005年
  - 古閑陽子（ - 2010年） - 退社後活動休止。
- 2006年
  - 松尾英里子（ - 2012年） - 退社後フリー。
- 2007年
  - 夏目三久（ - 2011年） - 退社後フリー。タレントの有吉弘行と結婚後、2021年に引退。
- 2008年
  - 小熊美香（ - 2017年） - 退社後フリー。
- 2009年
  - 上田まりえ（ - 2016年） - 退社後フリー。元日テレ学院アナウンススクール講師。
- 2012年
  - 久野静香（ - 2022年） - 退社後フリー。
- 2013年
  - 後藤晴菜（ - 2024年） - 退社後フリー。
- 2015年
  - 尾崎里紗（ - 2024年） - 退社後フリー。
  - 笹崎里菜（ - 2023年） - 退社後フリー。元KAT-TUNの中丸雄一と結婚。

## 局契約
- 木島則夫（1968年 - 1971年） - 元NHK、日本教育テレビ（局契約）アナウンサー。NETとの契約満了後に移籍し、「ワイドニュース」「木島則夫ハプニングショー」のMCを務めた
- 酒井広（1983年 - 1987年） - 元NHKアナウンサー
- 生方恵一（1985年 - 1987年） - 元NHKアナウンサー
- 加藤亜希子（2006年 - 2013年） - 元中京テレビ放送アナウンサー。主にCS放送・日テレNEWS24を担当
- 千北英倫子（2014年 - 2015年） - 元長崎国際テレビアナウンサー
- 原田輝子 - 広報局付リポーターとして「番組フラッシュ」「なんだろう」「午後は○○おもいッきりテレビ」などに出演

## アナウンサー番組
- アナちゃん劇場
- エンパラナイト
- 小熊のベア部屋
- アナウンサーのホンヨミ
- アナウンサーの日進月歩・アナウンサーの日進月歩
- アナTALK（2014年 - 2017年）

ラジオ日本
殆どの番組担当は菅家ゆかりが企画を手掛けた。
- きみえの!ラジオ虫
- いってらっしゃ〜い!
- 日テレラジオ 女子アナミュージックミュージアム
- テレアナランド（2000年代後半から2010年代前半にかけて放送）
- 日テレアナ・ザ・ワールド!（2021年4月 - ）